# 尤利娅·丹尼利亚乌斯凯内
尤利娅·丹尼利亚乌斯凯内（Julija Daniliauskienė，1926年3月27日—2009年7月26日），立陶宛民间艺术家。生于帕韦祖皮斯，1941年她的家庭被流放至阿尔泰，其父死于劳改营。1956年与丈夫、民族学家安塔纳斯·丹尼利亚乌斯凯内以及女儿回到立陶宛，之后走上了艺术道路。1967年加入民间艺术社，1979年获共和国保利乌斯·告劳内奖。
丹尼利亚乌斯凯内以刻纸艺术闻名，早期作品多刻画树、花、鸟，如《四季》（1960）、《草地》（1966）、《噢森林、森林、绿色的森林，到处是小鸟儿》、《节日歌谣》（1975）。后期作品中则引入更为复杂的了花式、几何学的图案。如《带状图案》、《节奏》系列（1985 - 1991），《记忆》（1989 - 1990）系列。